# Kamienica przy ulicy Grodzkiej 5 w Krakowie
Kamienica przy ulicy Grodzkiej 5 – zabytkowa kamienica znajdująca się w Krakowie, w dzielnicy I przy ulicy Grodzkiej, na Starym Mieście.

## Historia kamienicy
Kamienica została wzniesiona w XV wieku jako jednopiętrowa i dwutraktowa. Z tego okresu zachowały się wsporniki w jednej z sal, z których jeden posiada gmerk z inicjałami właściciela Johanna Scholfeldra. W 1565 została przebudowa na trójtraktową. W XVII wieku nadbudowano drugie i trzecie piętro, wieńcząc budynek attyką. Na początku XIX wieku izbę tylną pierwszego piętra ozdobiono klasycystycznym fryzem z motywami ptaków i kwiatów. Kamienica spłonęła podczas wielkiego pożaru Krakowa w 1850. Odbudowę rozpoczęto jeszcze w tym samym roku, a zakończono rok później. Budynek otrzymał wówczas późnoklasycystyczną fasadę. W 1871 został zakupiony przez Stanisława Armatysa na potrzeby jego firmy kupieckiej. Na parterze umieszczono wówczas luksusowy sklep z futrami, na którego potrzeby w 1896 gruntowanie przebudowano sień i pomieszczenia parteru. Na dolnej części fasady zastosowano drewnianą obudowę na wzór anglosaski. W 1907 wzniesiono trzypiętrową oficynę boczną, której projekt sporządził Beniamin Torbe. W latach 80. XX wieku kamienica przeszła gruntowny remont. Obecnie mieści ona hotel „Rezydent”.
9 marca 1966 kamienica została wpisana do rejestru zabytków. Znajduje się także w gminnej ewidencji zabytków.